# 呉竹の台
呉竹の台（くれたけのだい）は、清涼殿の東庭の北寄りの、呉竹を植えた所である。

## 概要
呉竹とはハチクである。
ハチクを井桁のような四角の籬垣(ませがき)の中に植え込んだものである。
その位置は、清涼殿額間の北の間の通り、仁寿殿の西方である。
「禁秘抄」には、「呉竹　架（ませ）」とあり、また『枕草子』には、「竹のませ」とある。
天徳年間、内匠寮が作り、のちに木工寮が掌った。